# Способность грунтов к усадке и набуханию

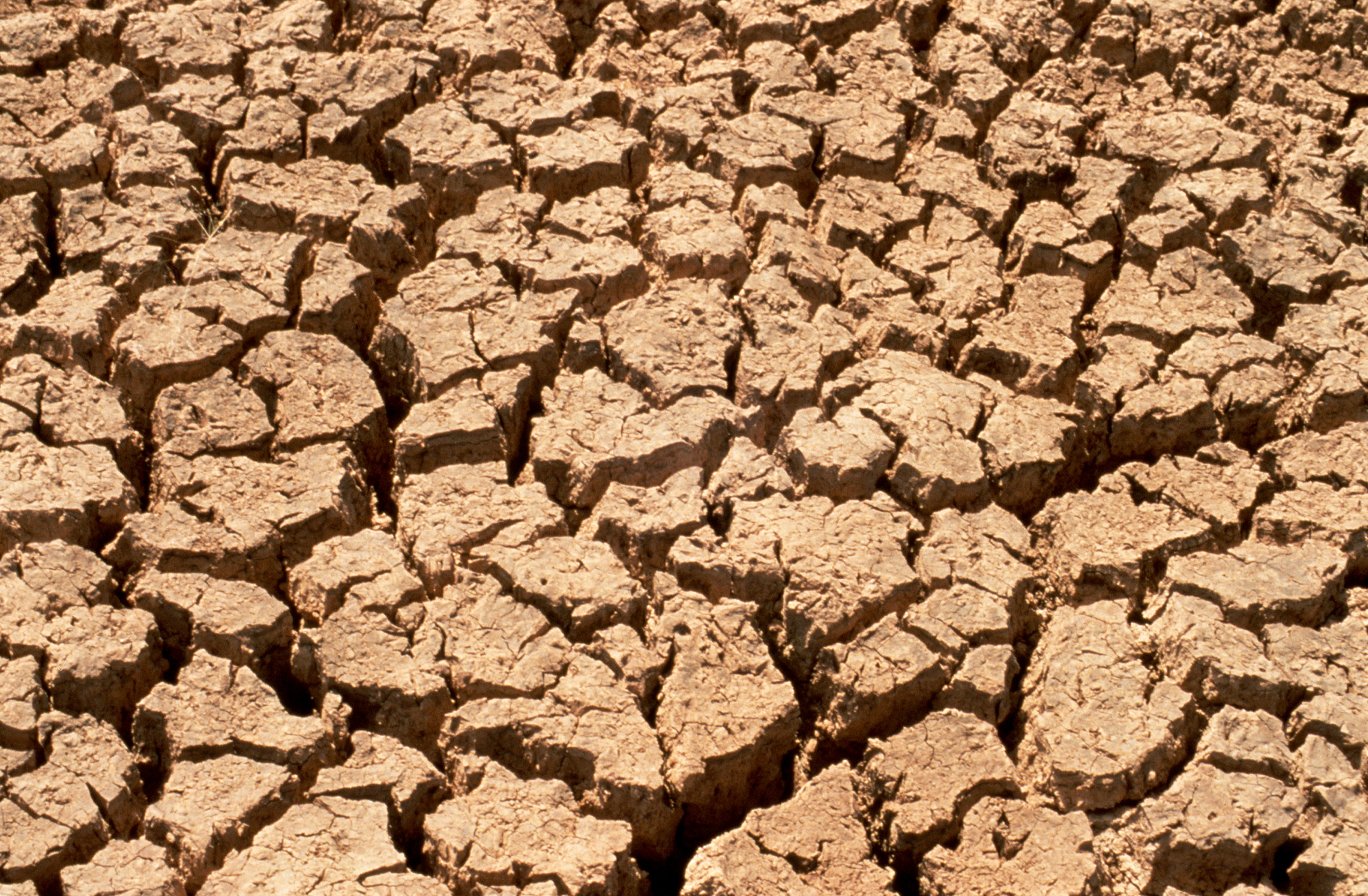
Потрескавшийся грунт вследствие набухания в Австралии

Способность грунтов к усадке и набуханию относится к тому, в какой степени некоторые глинистые минералы будут расширяться при намокании и давать усадку при высыхании. Почва с высокой способностью к усадке-набуханию проблематична и известна как почва с усадкой-набуханием или расширяющаяся почва. Количество присутствующих определенных глинистых минералов, таких как монтмориллонит и смектит, напрямую влияет на способность почвы к усадке и набуханию.  Эта способность резко изменять объем может привести к повреждению существующих конструкций, таких как трещины в фундаменте или стенах плавательных бассейнов. 

## Описание
Из-за физических и химических свойств некоторых глин  (таких как Лиас) при поглощении воды происходит сильное набухание. И наоборот, когда вода высыхает, эти глины сжимаются. Присутствие этих глинистых минералов позволяет почве сокращаться и набухать. Некоторые из этих глинистых минералов: смектит, нонтронит, бентонит, хлорит, монтмориллонит, бейделлит, аттапульгит, иллит и вермикулит. Количество этих минералов в конкретной почве также будет определять серьезность способности к усадке и набуханию.  Например, почвы с небольшим количеством расширяющихся глинистых минералов не будут расширяться так сильно при воздействии влаги, как почвы с большим количеством таких же глинистых минералов.  Если почва состоит из не менее 5 процентов этих глинистых минералов по весу, она может иметь способность сжиматься и набухать. 
Это свойство измеряется с использованием значений коэффициента линейной растяжимости (COLE). Если у почвы значение COLE выше 0,06, это может привести к структурным повреждениям.  Значение COLE, равное 0,06, означает, что 100 дюймов почвы расширятся на 6 дюймов при намокании.  Грунты с такой способностью к усадке и набуханию относятся к категории почв вертисоли (Vertisols).  По мере высыхания этих почв на поверхности могут образовываться глубокие трещины, которые затем позволяют воде проникать в более глубокие слои почвы.  Это может привести к тому, что набухание этих почв станет циклическим, с периодами как усадки, так и набухания.

## Ущерб
Глины с высокой способностью к усадке-набуханию, как правило, повреждают сельскохозяйственные культуры во время засушливых периодов, поскольку почва сжимается, разрывая корни.  Набухание может привести к тому, что конструкции будут вздыматься или подниматься, а усадка может привести к неравномерному оседанию осадка под фундаментом, что может привести к разрушению конструкции.  Некоторыми распространенными конструкциями, которые выдерживают повреждение почвы, являются фундаменты, стены, подъездные пути, бассейны, дороги, трубопроводы и подвальные этажи.    Примерно половина домов в Соединенных Штатах построена на почвах, которые считаются неустойчивыми, и половина из них пострадает от почвы.  К таким повреждениям относятся большие трещины в стенах и фундаментах, коробление подъездных путей и дорог, заедание дверей и окон. 
Неглубокие трубы, залегающие в зоне сезонных колебаний влажности, испытывают нагрузку от усадки грунта , что может привести к разрыву водопроводных или канализационных труб. Оболочки плавательных бассейнов также могут треснуть из-за этого давления, а протекающие бассейны также могут со временем подавать много воды в окружающие почвы, что может привести к подъему настилов бассейнов и близлежащих фундаментов.  Ежегодный ущерб, причиняемый глинистыми почвами, оценивается в 7 миллиардов долларов.  Все эти повреждения вызваны силой расширения почвы или пучения грунта.
Экспансивная глина наиболее проблематична в регионах с четко определенными влажными и засушливыми периодами, в отличие от районов, которые поддерживают определенный уровень влажности в течение всего года, поскольку этот годовой цикл заставляет грунты расширяться и набухать каждый год.  Вода также может попадать в почву через инфраструктуру. Повреждения довольно часто вызваны дифференциальным набуханием, вызванным карманами влажной почвы, расположенными в непосредственной близости от сухой почвы.  Примеры локализованных источников воды включают спринклерные системы, выгребные ямы, протекающие трубы и плавательные бассейны. 

## Идентификация
Владельцы недвижимости и потенциальные покупатели могут проверить наличие обширных почв, проконсультировавшись с почвенным обзором, многие из которых создаются и поддерживаются Министерством сельского хозяйства США - Службой охраны природных ресурсов (USDA-NRCS).  В обследовании почвы должно быть указано значение коэффициента линейной растяжимости (COLE).  Профессиональные почвоведы также могут анализировать образцы почвы, чтобы определить ее способность к усадке и набуханию.  Экспансивные почвы будут образовывать большие трещины примерно многоугольной формы на поверхности почвы в засушливые периоды.  Однако отсутствие этих трещин не означает, что почва не расширяется. 
Согласно пункту 6.2.17 из СП 22 (пункт 5.2.14 из СП РК 5.01-102-2013 «Основания зданий и сооружений») нижнюю границу зоны усадки определяют экспериментальным путём, поэтому у пользователя есть возможность задать эту величину. Если  нижняя граница зоны усадки неизвестна, тогда она автоматически принимается равной - 5 метров (СП РК 5.01-102-2013 «Основания зданий и сооружений», пункт 5.2.14; СП 22, пункт 6.2.17).

## Методы для предотвращения ущерба, причиняемого набухающими грунтами
1. Предварительное замачивание применяют при небольших толщах набухающих грунтов. Сущность этого метода состоит в том, что до начала строительства грунта основания увлажняется искусственным путем с тем, чтобы произошло разуплотнение грунта в пределах всей или части набухающей толщи.
2. Углубление фундаментов зданий на глубину ниже уровня грунтовых вод (с учетом сезонного колебания). [3] Это поддерживает их, когда почва сжимается, и закрепляет их, когда почва набухает. Другим решением является удаление ранее существовавшего расширяющегося грунта и замена его нерасширяющимся грунтом [7], но если глубина расширяющегося грунта слишком велика, этот вариант очень дорог.
3. Поддержание постоянной влажности является еще одним решением, которое иногда может быть достигнуто за счет обеспечения надлежащего отвода дождевой воды от собственности, ремонта участков вокруг сооружений с плохими дренажными свойствами, устранения утечек в трубах, предотвращения чрезмерного полива близлежащих растений и посадки деревьев. на некотором расстоянии от любой конструкции. [7]
4. стабилизацией почвы, при котором в почву добавляются дополнительные материалы, чтобы ограничить ее способность к усадке и набуханию. [7] Материалы для стабилизации включают цемент, смолы, летучую золу, известь, пуццолан или известково-пуццолановую смесь [7] в зависимости от условий площадки и целей проекта.